# 코인이슈
코인이슈(본명: 박은성, 1990년~)는 대한민국의 유튜버이다. 투자전문가, 경제전문가, 기업인 출신으로, 코인/주식 투자 및 경제 전문 1인 방송 코인이슈경제채널, 비트월드(코인이슈의 알트코인 백과사전)을 운영하고있다.
매주 월,수,금요일 저녁9시부터, 코인이슈 경제채널 유튜브 채널에서 라이브 방송을 진행한다.

## 유튜브
'코인이슈경제채널', '비트월드(코인이슈의 알트코인백과사전)' 채널을 운영하고 있다.
| 채널             | 구독자 수 | 동영상 수 | 비고                       |
| ---------------- | --------- | --------- | -------------------------- |
| 코인이슈경제채널 | 약11만 명 | 5.1천개   | 2024년 10월 19일 00시 기준 |
| 비트월드         | 2.3만 명  | 1.7개     | 2024년 10월 19일 00시 기준 |